# Елий (трибун 153 пр.н.е.)
Елий (на латински: Aelius) е политик на Римската република през 2 век пр.н.е. Произлиза от фамилията Елии.
През 153 пр.н.е. той е народен трибун заедно с Фуфий. Консули тази година са Квинт Фулвий Нобилиор и Тит Аний Луск, които поемат службата си на 1 януари, а не на 15 март на Idibus Martiis, както е било дотогава нормално. Затова днес се смята 1 януари за началото на годината. На 23 август същата година започва испанската война. Критикува заедно с Катон Стари консула Нобилиор, заради големите му загуби при Нуманция от келтиберите и загубата на един цял легион.